# 孫慧明
孫慧明（1895年10月16日—1975年4月4日），原名孫素貞，字明善，道號慧明，山東單縣人。一貫道與弓長祖張天然，同為一貫道第十八代祖師，稱「子系祖」、師母。金线派一贯道教徒相信其证得中華聖母。

## 生平
孫慧明生於1895年（光緒二十一年）10月16日（夏曆八月二十八日），早年曾參加皈一道。她在1919年，經人引介入道，拜路中一為師。其年幼訂親對象施繼五不幸早逝，成了望門寡，故而矢志修道。孫慧明不到30歲即擔任領長，帶領女性信徒超過2000人，成為路中一時期的13位領袖之一，且是唯一女性。1930年以後，她在道場上被視為是月慧菩薩的分靈倒裝降世。
1948年，韓恩榮擬帶領一貫道22位道親前往西安開荒，他們向孫氏稟報時孫篤定告訴韓氏等人「向東南去開荒」。諸人聽聞「往東南」當即會意是指「往臺灣」。1949年第二次國共內戰戰後大陸地區由中共掌权，孫慧明移居香港，躲避中共政權以「反動會道門」之名追緝。她曾在1951年至1952年赴马来西亚吉隆坡，然后又返回香港。
後來她指示韓恩榮老前人安排她移居臺灣，1954年以中華民國國軍上將、寶光組劉士毅妻子湯秀卿之母的名義接至台湾隱居，孫指示她在大陸時放命的點傳師周福成找人來幫她辦事，而周找了王好德。由于一贯道当时在台湾为非法，她保持低姿态。據韓萬年述，孫慧明居住於一日式房屋，佔地約150至200坪，房屋主體約50坪，孫氏來臺20餘年皆隱身在屋內，門外的風光皆與其無關。晚年患病時於台中隱居，直到去世。她歸空于1975年4月4日。在孫慧明歸空不久，多數道場便將「欽加頂恩孫慧明」，再次改回「欽加頂恩張光壁 孫慧明」。

## 孫慧明逝世後的一貫道
孫慧明逝世的消息，乃是事隔十多年才公佈的，因此遭到許多人的質疑與懷疑，甚至她在桃園大溪所安葬的墳墓，有人稱是假墳，以致孫慧明真正的安葬地點，成了謎團。擁護她接掌張天然道盤的師母派，繼續分裂為兩大派。一派認為孫慧明已無天命，於是再尋找另一位祖師，即十九代祖。另一派則再修改一次求道表文，將「欽加頂恩孫慧明」，修改為「欽加頂恩張光璧孫慧明」，以符合她與張天然同領天命的說法。